# Virtuemart
VirtueMart är en open source e-handelslösning byggd som ett tillägg för Joomla CMS. Virtuemart distribueras som fri programvara med öppen källkod under licensen GNU General Public License, vilket innebär att det kan laddas ner och användas kostnadsfritt. VirtueMart är skrivet i PHP och kräver MySQL databasmiljö och körs oftast på en LAMP (Linux, Apache, MySQL och PHP) server. 
VirtueMart är en av de mest använda e-handelslösningarna till Joomla CMS.

## Historia
VirtueMart började som den fristående e-handels lösningen phpShop men anpassades senare till Mambo. Mycket av den grundläggande koden från phpShop sparades dock och man anpassade bara phpShop till Mambos API och gick då under namnet mambo-phpShop. Det blev den första Mambo komponenten för e-handel. När anhängare av Mambo splittrades och mjukvaran skrevs om och kom att kallas Joomla! bytte man namn på mambo-phpShop till VirtueMart. VirtueMart stödjer officiellt det nya Joomla CMS men kan fungera för det äldre systemet fortfarande. En tidig version av mambo-phpShop finns fortfarande tillgänglig för nedladdning, men underhålls inte längre aktivt.
Serien 1.0.0 byggdes för den första Joomla versionen (också 1.0.0). När Joomla 1.5 var moget så kom Virtuemart med 1.1.x serien som följdes av 2.0.0 till Joomla 2.5. Den 20 november 2014 kom första stabila versionen av senaste Virtuemart 3.0 med stöd för både Joomla 2.5 och Joomla 3.x.
I november 2015 började teamet bakom Virtuemart att flytta över mycket av "kärnfunktionaliteten" till ett ramverk som bygger på https://github.com/joomlatools/joomlatools-platform som de kommer kalla VMF (VirtueMart Framework) detta är för att göra det möjligt att mycket enklare bygga in VirtueMart i andra CMS så som Wordpress och Drupal. Läs mer på http://www.virtuemart.net/news/latest-news/473-security-release-virtuemart-3-0-12. VirtueMart kommer fortsätta att finnas till Joomla och beta version för Joomla 3.5 är redan ute med support för PHP 7. 

### Versionshistorik
v1.0.0 till v1.0.15 (Joomla 1.0) - Släpptes 2005-11-01
v1.1.0 till v1.1.9 (Joomla 1.5) - Släpptes  2008-04-23 
v2.0.0 till v2.0.26 (Joomla 2.5) - Släpptes  2011-12-20
v2.5.0 till v2.5.4 (Joomla 2.5) - Släpptes  2014-02-19
v2.6.0 till v2.6.14 (senaste 2.6.x) (Joomla 2.5) - Släpptes  2014-04-07
v.2.9.x (Release Candidate för nya Virtuemart 3.0.0 med stöd för Joomla 3.x) - Släpptes  2014-04-26
v.3.0.x (Joomla 2.5 & Joomla 3.x) - Släpptes 2014-11-20 (Sedan 3.0.13.x har även denna serien full PHP7 support för att kunna användas till Joomla 3.5.x)
v.3.1.x (Joomla 2.5 & Joomla 3.x & Wordpress) - (PHP7 support). 

## Funktioner
VirtueMart stöder obegränsat antal produkter och kategorier och produkter kan vara kopplade till flera kategorier. Det stöder och möjligheten att sälja nedladdningsbara produkter och det finns möjlighet att använda VirtueMart som enbart produktkatalog. Det vill säga kassa och kundvagnsfunktionerna är avstängda. Det stöder multipla priser för produker, kundgrupper eller mängd och det levereras med färdiga moduler för flera välkända "payment gateways". Bland svenska betaltjänster med färdiga moduler finns bland annat Payer, Payson, Klarna (även Klarna Checkout) och DIBS. Extra tillägg till Virtuemart hittas på http://extensions.virtuemart.net/ och http://extensions.joomla.org/extensions/extension-specific/virtuemart-extensions.
På grund av att VirtueMart är "Open Source" kan användaren själv manipulera, undersöka och förbättra mjukvaran. Man styr dessutom VirtueMarts utseende med hjälp av Joomla's mall (template) system och sedan version 2.0.0 har detta utvecklats så att man kan styra hela Virtuemarts utseende via Joomlas template utan begränsningar (tack vare MVC modellen.
VirtueMart följer Joomlas beprövade MVC (Model View Controller) programmeringsmetod vilket gör det lätt att justera design och användarfunktioner utan att behöva röra kod för funktion vilket resulterat i stor popularitet bland skapare av mallar/templates/themes och webbdesigners generellt.
Version 3.0.14 kommer ha fullt support för PHP7 precis som Joomla 3.5 som båda släpps i februari 2016. PHP7 snabbar upp webbserverar extremt mycket.

## Mallar / Themes / Templates
VirtueMart är på grund av dess MVC metod ett mycket populärt e-handelsystem för webbdesigners. Här följer några länkar på tillverkare av mallar till Virtuemart:
- Gavick.com
- Joomlart.com
- Cmsmart.net
- Virtuemarttemplates.net
- Joomlashaper.com
- Flexiblewebdesign.com
- Virtueplanet.com
- Ordasoft.com
- Genius-webdesign.com
- VMuikit.com

## Systemkrav
Eftersom VirtueMart är en komponent till Joomla gäller dess systemkrav för 2.0 och senare (samma som för Joomla):
- Joomla! 2.5.x
- PHP 5.3.10 eller senare -  Rekommenderat: 5.4.x
- MySQL 5.1 eller senare - Rekommenderat: MySQL 5.5.x
- Apache 2.x eller senare

Flera andra krav av tillägg som MySQL, XML och Zlib stöd i PHP.   Stöd för https (openSSL) och cURL rekommenderas.

## Kompatibilitet
Den senaste versionen av VirtueMart 2.6.x är kompatibel med Joomla 2.5.x. 
VirtueMart 3 har stöd för både Joomla 2.5.x och Joomla 3.x. 